# Medon (Tennessee)
Pour les articles homonymes, voir Medon.
Medon est une municipalité américaine située dans le comté de Madison au Tennessee.
Selon le recensement de 2010, Medon compte 178 habitants. La municipalité s'étend sur 0,98 mille carré (2,54 km2).
La localité est fondée dans les années 1830 par William Boyd et William S. Wisdom. D'après la légende locale, le nom du bourg proviendrait d'un Irlandais qui avait l'habitude de dire « moi fini » (en anglais : me done) à la fin de sa journée de travail.